# Ochropleura leucogaster
Ochropleura leucogaster är en fjärilsart som beskrevs av Freyer 1831. Ochropleura leucogaster ingår i släktet Ochropleura och familjen nattflyn. Inga underarter finns listade i Catalogue of Life.

## Bildgalleri

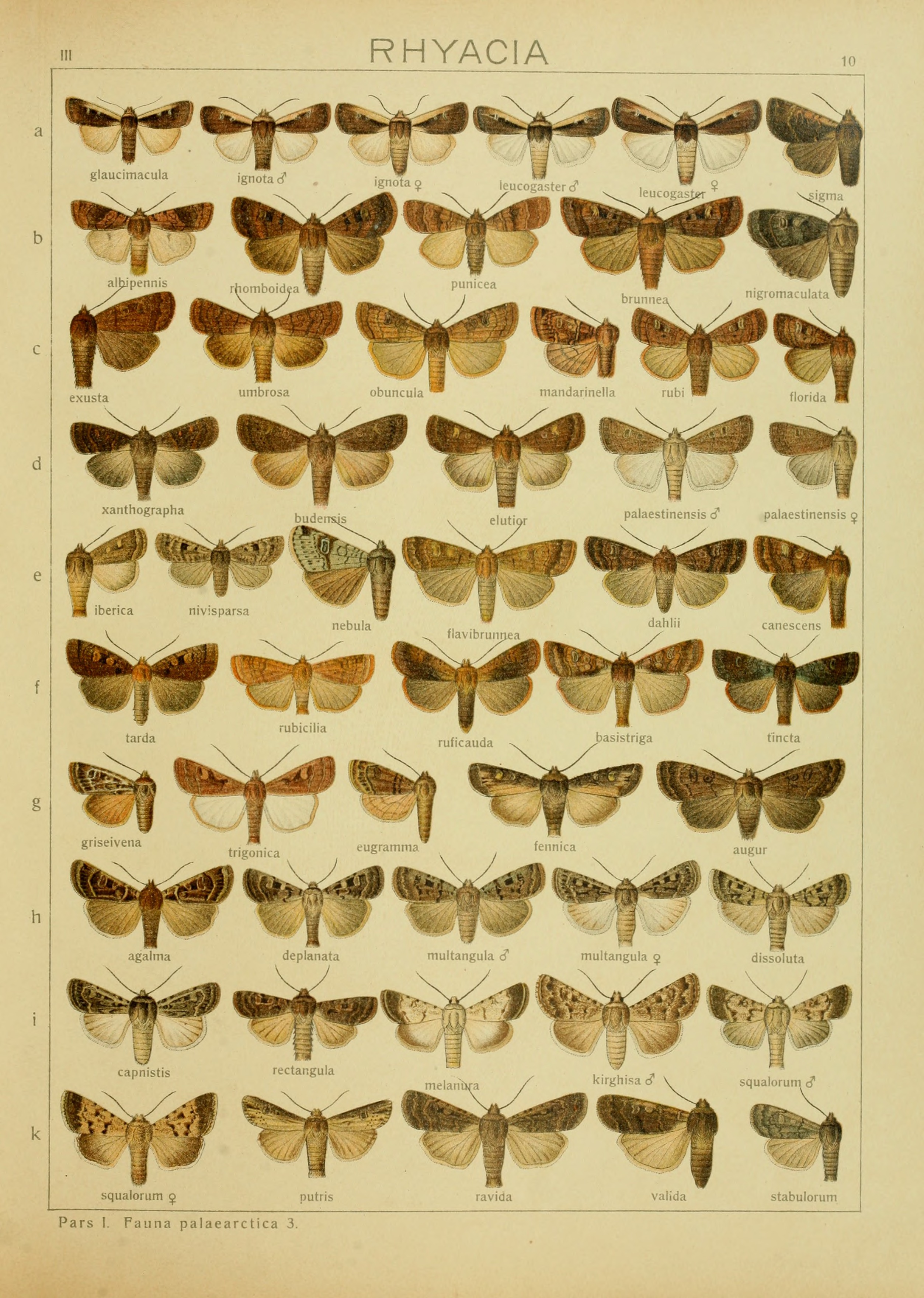